# Mühlbach (Salzach, Mitterberghütten)
Der Mühlbach ist ein linker Nebenfluss der Salzach im Bundesland Salzburg, Österreich.

## Verlauf
Der Quellbach des Mühlbachs heißt Trockenbach. Dieser entspringt in einem Kar südlich vom Hochkönig und fließt erst in südlicher und in einem Bogen in östlicher Richtung durch Mühlbach am Hochkönig, dann weiter ostnordöstlich bis vor Mitterberghütten, wo er in südöstlicher Richtung in die Salzach mündet.
Das Einzugsgebiet des Mühlbachs liegt im Bezirk St. Johann im Pongau in den zwei Gemeinden Mühlbach am Hochkönig und Bischofshofen.

## Nebenbäche
Der Mühlbach hat ein Einzugsgebiet von 60,6 Quadratkilometern. Die größten Zuflüsse sind:
| Name              | Mündungsseite | Mündungsort           | Einzugsgebiet in km² |
| ----------------- | ------------- | --------------------- | -------------------- |
| Trockenbach       | Quellbach     |                       | 07,7                 |
| Fellersbach       | rechts        | Lederer               | 10,4                 |
| Karbach           | rechts        |                       | 01,7                 |
| Brennerbach       | rechts        |                       | 01,1                 |
| Schrammbach       | links         | Mühlbach am Hochkönig | 12,5                 |
| Reckzaglbach      | rechts        | Mühlbach am Hochkönig | 04,7                 |
| Ackerlgraben      | links         | Mühlbach am Hochkönig | 01,4                 |
| Fletschberggraben | links         |                       | 01,3                 |
| Scherngraben      | links         | nach Burgau           | 01,6                 |

## Wirtschaft und Infrastruktur
- Bergbau: Im Tal des Mühlbachs wurde in Mitterberg von 2000 bis 800 vor Christus Kupfer abgebaut. Die Lagerstätte ging in Vergessenheit und wurde 1827 durch Zufall wiederentdeckt. Danach erfolgte ein Abbau bis 1977.[3][4]

- UNESCO Global Geopark: Der Kupferabbau wird durch den „Erzweg Kupfer“ veranschaulicht. Dazu befindet sich ein Schaubergwerk westlich von Mühlbach am Hochkönig.[5]

- Fremdenverkehr: Das Gebiet des Mühlbachs ist für den Fremdenverkehr erschlossen. Im Sommer werden Wandern und Radfahren und Winter Skifahren angeboten.[6] Im Jahr 2022 zählte die Gemeinde Mühlbach am Hochkönig 288.000 Übernachtungen mit 2 Spitzen im Februar (39.000) und August (44.000 Übernachtungen). Mehr als die Hälfte der Gäste kam aus Deutschland.[7]